# Рабинович, Леонид Юделевич
Леонид Юделевич Рабинович (25 января (7 февраля) 1902, Вильно — 6 апреля 1968, Киев) — советский военный деятель, генерал-майор танковых войск (11 июля 1945 года).

## Начальная биография
Зельман Юделевич Рабинович родился 25 января (7 февраля) 1902 в Вильно (ныне — Вильнюс, Литва) в семье Юделя Кауфмановича и Рохл Геселевны Рабиновичей, уроженцев Малята.

## Военная служба

### Гражданская война
В апреле 1919 года призван в ряды РККА и направлен красноармейцем в 3-ю ударную Крымскую бригаду в составе 58-й стрелковой дивизии (12-я армия), после чего принимал участие в боевых действиях против войск под командованием А. И. Деникина, а затем — в советско-польской войне.
С января 1921 года находился долгосрочном отпуске. В том же году вступил в ряды РКП(б).

### Межвоенное время
В августе 1924 года был повторно призван в ряды РККА и направлен красноармейцем в 3-ю отдельную истребительную авиаэскадрилью. С мая 1925 года служил политруком аэродромной команды этой же эскадрильи, а с февраля 1925 года — политруком в составе 138-го и 137-го стрелковых полков (46-я стрелковая дивизия, Украинский военный округ).
В 1931 году направлен на учёбу на факультет механизации и моторизации Военно-технической академии, после окончания которого в мае 1932 года направлен на командный факультет Военной академии механизации и моторизации, после окончания которого в ноябре 1936 года назначен на должность начальника штаба батальона в составе 5-й отдельной тяжёлой бригады (Киевский военный округ), в марте 1938 года — на должность начальника штаба батальона, затем — на должность начальника 1-й части штаба 14-й тяжёлой танковой бригады, в июле 1940 года — на должность начальника 1-го отделения штаба 15-й танковой дивизии, а в марте 1941 года — на должность начальника штаба 35-й танковой дивизии (9-й механизированный корпус, Киевский военный округ).

### Великая Отечественная война
С началом войны находился на прежней должности в составе Юго-Западного фронта, принимал участие во встречном танковом сражении в районе Дубно — Луцк — Броды.
В августе назначен на должность начальника штаба 31-й танковой бригады, в апреле 1942 года — на должность начальника оперативного отдела штаба 4-го танкового корпуса, а в июле — на должность командира 47-й танковой бригады. В сентябре Рабинович был ранен, после чего лечился в госпитале.
После выздоровления в январе 1943 года назначен на должность начальника штаба 1-го танкового корпуса. За решение об отводе 159-й танковой и 44-й мотострелковой бригад во время боевых действий в районе г. Спас-Деменск Л. Ю. Рабинович в марте был осуждён к 8 годам лишения свободы и в июне был назначен на должность начальника штаба 23-й танковой бригады, которая принимала участие в боевых действиях в ходе Орловской наступательной операции.
В декабре назначен на должность начальника штаба 9-го танкового корпуса, а в период с 19 декабря 1943 по 9 января 1944 года Рабинович исполнял должность командира этого же корпуса. Летом во время Белорусской наступательной операции 9-й танковый корпус принимал участие в боевых действиях против бобруйской группировки войск противника, а также в наступлении на Новогрудок и Белосток, а вскоре — в Висло-Одерской и Берлинской наступательных операциях, в том числе в штурме Зееловских высот и Берлина.

### Послевоенная карьера

Могила Рабиновича на Лукьяновском военном кладбище Киева.

После окончания войны находился на прежней должности.
В марте 1946 года назначен на должность командира 11-й, в июне — на должность командира 4-й гвардейской танковых дивизий, а в сентябре того же года — на должность начальника штаба 6-й гвардейской механизированной армии (Забайкальский военный округ).
С августа 1950 года находился в распоряжении командующего бронетанковыми и механизированными войсками Советской Армии и в январе 1951 года назначен на должность начальника штаба бронетанковых и механизированных войск Киевского военного округа, а в июле 1953 года — на должность заместителя командира по бронетанковой технике 128-го стрелкового корпуса (Белорусский военный округ).
Генерал-майор танковых войск Леонид Юделевич Рабинович в июне 1954 года вышел в запас. Проживал в Киеве. Скончался 6 апреля 1968 года, похоронен на Лукьяновском военном кладбище Киева.

## Награды
- Орден Ленина (06.11.1947);
- Три ордена Красного Знамени (03.11.1944, 17.02.1945, ?);
- Орден Суворова 2 степени (31.05.1945);
- Орден Кутузова 2 степени (23.08.1944);
- Орден Отечественной войны 1 степени (27.08.1943);
- Орден Красной Звезды (02.01.1942);
- Медали[3][4].